# Wielandia
Wielandia es un género de plantas con flores perteneciente a la familia Phyllanthaceae. Consiste en cuatro especie. El género se compone de arbustos nativos de las Islas Seychelles.

## Especies seleccionadas
Wielandia angustifolia

Wielandia elegans

Wielandia fabrica

Wielandia punctata